# Paul G. Pätzel
Paul Georg Pätzel (* 10. November 1916; † 5. November 2009) war ein deutscher Sportveranstalter, Sportjournalist und Basketballfunktionär.

## Leben
Als aktiver Sportler trieb Pätzel, der in Anklam und Greifswald lebte, ehe er nach Bremerhaven kam, Leichtathletik, Basketball, Tischtennis und Kegeln. Seine größten Erfolge erzielte er in der Leichtathletik; in dieser Sportart wurde er mehrmals Landes- und Gaumeister. Pätzels Bestzeit über 100 Meter waren 10,8 Sekunden, im Hochsprung lag sein Bestwert bei 1,82 Meter. Er bestritt auch im Fünf- und Zehnkampf Wettkämpfe. Im Kegeln wurde er deutscher Vizemeister im Dreibahnenkampf.
Pätzel machte sich als Veranstalter von Turn- und Leichtathletiksportfesten (darunter die Nordwestdeutschen Leichtathletikmeisterschaften 1946) sowie Volksläufen einen Namen, teils im Auftrag der Deutschen Olympischen Gesellschaft (DOG). Er war Mitbegründer und dann Mitorganisator des internationalen Basketballturniers „Goldpokal der Stadt Bremerhaven“, welches die US-Streitkräfte ab 1964 und bis 1983 in Bremerhaven austrugen.
Nach seiner Zeit als Marinesoldat (Dienstgrad: Stabsobermaschinist) arbeitete Pätzel als Sportberichterstatter. Von 1947 bis 1976 leitete er die Sportredaktion der Nordsee-Zeitung. Als Buchautor brachte er unter anderem 1959 „Wo die Weser mündet“, einen Bildband über die Stadt Bremerhaven, heraus. 1965 erschien mit „Bremerhaven: Freizeit, Spiel, Sport“ ein weiterer Bildband. 1982 veröffentlichte er in der Zeitschrift „Olympisches Feuer“ unter dem Titel „Der Siegeszug des Basketballs“ eine Abhandlung der Basketballgeschichte.
Pätzel war 1955 Mitgründer des 1. BC Bremerhaven, er gehörte ebenfalls zu den Initiatoren der Gründung des Weser Boxrings Bremerhaven sowie des Kreissportbundes Bremerhaven. Im Oktober 1955 wurde er bei der Gründungsversammlung des Bremer Basketball-Verbandes zum ersten Vorsitzenden gewählt. Er leitete den Verband bis 1963. Für den Deutschen Basketball-Bund (DBB) war Pätzel Pressereferent und ab 1961 leitender Redakteur der Zeitschrift „Basketball“, dem amtlichen Organ des Deutschen Basketball-Bundes. Dieses Amt hatte er bis September 1981 inne. 1963 wurde er als Vizepräsident in den Vorstand des Deutschen Basketball-Bundes aufgenommen. Auf dem DBB-Bundestag 1965 regte er die Einführung von Deutschen Basketball-Seniorenmeisterschaften in den Wettkampfklassen II (ab 32 Jahren) und III (ab 40 Jahren) an, Pätzels Vorschlag wurde von den Delegierten angenommen und die Einführung der Wettbewerbe beschlossen. Er blieb bis 1968 DBB-Vizepräsident.
2010 wurde in Bremerhaven erstmals die Leichtathletikveranstaltung „Paul-G-Pätzel-Sportfest“ ausgetragen.

## Auszeichnungen und Ehrungen
- Bundesverdienstkreuz am Bande (verliehen 1997)
- Goldene Ehrennadel des Deutschen Sportbundes
- Goldene Ehrennadel des Deutschen Basketball-Bundes
- Goldene Ehrennadel des Deutschen Leichtathletik-Verbandes
- Goldene Stadtplakette der Stadt Bremerhaven
- Goldene Ehrennadel der Deutschen Olympischen Gesellschaft
- Goldene Ehrennadel des Weser Boxrings Bremerhaven
- Goldene Ehrennadel des 1. BC Bremerhaven
- Goldene Ehrennadel des OSC Bremerhaven
- Ehrenmitgliedschaft des Bremer Basketball-Verbandes[5]